# Гонсалвес, Отасилио
Отасилио Гонсалвес да Силва Жуниор (порт.-браз. Otacílio Gonçalves da Silva Junior; 16 июня 1940, Санта-Мария, Бразилия) — бразильский футбольный тренер.

## Биография
Во время своей тренерской карьеры возглавлял ряд ведущих бразильских команд. За это время через руки Отасилио прошли много известных футболистов. Например, наставник работал с Роберто Карлосом и помогал ему в постановке удара. Также бразильский специалист некоторое время трудился зарубежом. Он являлся наставником сборной Кувейта и японского клуба «Иокогама Флюгельс», который Отасилио доходил до финала Кубка Императора.

## Достижения
- Чемпион бразильской Серии B (1): 1992[5][6].
- Чемпион штата Риу-Гранди-ду-Сул (2): 1984, 1988.
- Чемпион штата Парана (3): 1985, 1991, 1995.
- Финалист Кубка Императора (1): 1997.